# Август 2010 года

Список событий августа 2010 года.

## События
- 1 августа
  - Голландские военнослужащие завершили участие в операции международных сил в Афганистане[1].
  - В Сан-Томе и Принсипи прошли парламентские выборы. Оппозиционная партия Независимое демократическое действие заняла наибольшее количество мест в парламенте — 26 из 55[2].
  - Вступила в силу международная конвенция о запрете на применение кассетных бомб[3].
  - Катастрофа C-123 в Денали, 3 человека погибли.
- 2 августа
  - Президент России Дмитрий Медведев подписал указ о введении чрезвычайной ситуации во Владимирской, Воронежской, Московской, Нижегородской и Рязанской областях, а также в республиках Мордовия и Марий Эл, сильно пострадавших от природных пожаров[4].
  - В тибетском монастыре Загор прошла церемония интронизации тулку (живого Будды) Дэджуба VI[5].
  - Китайский холдинг Geely заявил о завершении сделки по покупке шведского автомобильного концерна Volvo[6].
- 3 августа
  - При посадке в аэропорту Игарки разбился пассажирский Ан-24. Погибли 11 человек[7].
  - Комитет всемирного наследия включил 21 новый объект в Список всемирного наследия ЮНЕСКО[8].
  - Инцидент на ливано-израильской границе[англ.]: перестрелка между пограничниками переросла в бои с применением тяжёлой техники[9].
  - 30 человек погибли, 80 получили ранения в результате теракта в иракском городе Эль-Кут[10].
- 4 августа
  - Ураган в Финляндии оставил без электричества тысячи домашних хозяйств в Пирканмаа, Центральной Финляндии и в Хяме[11].
  - В столице Вануату Порт-Вила началась очередная встреча Форума тихоокеанских островов, на котором обсуждалась ситуация с Фиджи[12].
  - На Соломоновых Островах проходят парламентские выборы[13].
  - В Кении прошёл референдум по проекту новой конституции страны. Большинство граждан поддержали проект Конституции, в значительной степени изменяющий политическую систему страны[14].
  - По сообщению канала «Аль-Арабия» на президента Ирана Махмуда Ахмадинеджада было совершено неудачное покушение, официальные власти опровергли это сообщение[15].
  - В результате беспорядков в Карачи, произошедших после убийства лидера оппозиции Разы Хайдера, погибли 62 человека, более 200 получили ранения[16].
- 5 августа
  - Премьер-министр России Владимир Путин ввёл временный запрет до конца года на экспорт зерна[17].
- 6 августа
  - В Варшаве прошла церемония инаугурации нового президента Польши Бронислава Коморовского[18].
  - В Будапеште состоялась инаугурация президента Венгрии Пала Шмитта[19].
  - От ледника Петерманна оторвался айсберг, второй по величине за всю историю наблюдений[20].
- 7 августа
  - Президент Колумбии Альваро Урибе направил иск с обвинениями в адрес Уго Чавеса в нарушении прав человека в Международный уголовный суд в Гааге, а также против Венесуэлы в Межамериканскую комиссию по правам человека в Вашингтоне[21].
  - Хуан Мануэль Сантос вступил в должность президента Колумбии[22].
  - Жертвами наводнения в индийском штате Джамму и Кашмир стали 130 человек, 400 пострадали[23].
  - Новый член Верховного суда США Елена Каган была приведена к присяге и официально вступила в должность, тем самым она стала самым молодым верховным судьёй[24].
- 8 августа
  - Около 1300 человек пропало без вести в результате схода оползней в провинции Ганьсу на северо-западе Китая[25].
  - Посольства Германии, Австрии, Польши и Канады эвакуировали часть персонала из Москвы в связи с задымлением, вызванным природными пожарами[26].
  - На аэродроме Боровая под Минском во время открытого Кубка СНГ по вертолётному спорту в 15:39 по местному времени во время выполнения фигуры высшего пилотажа «мёртвая петля» вертолёт MD-500 упал и загорелся. Пилот вертолёта 74-летний гражданин Германии Гюнтер Циммер (нем. Günter Zimmer) погиб[27].
- 9 августа
  - В Руанде прошли президентские выборы. Победу одержал действующий президент Поль Кагаме, набравший 93 % голосов[28][29].
- 10 августа
  - Премьер-министр Японии Наото Кан принёс официальные извинения за ущерб и страдания, причинённые Корее колониальным господством Токио[30].
  - Учёные из Гентского университета заявили, что исследование спинномозговой жидкости человека позволяет заранее выявить предрасположенность к болезни Альцгеймера[31].
  - Президенты Колумбии и Венесуэлы договорились о восстановлении дипломатических отношений между государствами[32].
  - Парламент Словакии вынес вотум доверия новому левоцентристскому правительству Иветы Радичовой[33].
  - В Кыргызстане арестован бывший премьер-министр Игорь Чудинов[34].
- 11 августа
  - Всемирная организация здравоохранения объявила о завершении пандемии гриппа A/H1N1[35].
  - Сейшельские острова ратифицировали Римский статут и c 1 ноября 2010 года станут 112-м государством, признавшим юрисдикцию Международного уголовного суда[36].
  - Получены свидетельства, что каменными орудиями пользовались ещё представители вида Австралопитек афарский[37].
  - Государственная избирательная комиссия Руанды объявила, что председатель правящей партии Руандийский патриотический фронт Поль Кагаме получил на прошедших президентских выборах 93 % голосов избирателей и, таким образом, избран на второй семилетний президентский срок[38].
  - Проект распределённых вычислений Einstein@Home получил первый серьёзный научный результат в виде открытия пульсара редкого типа[39].
- 12 августа
  - Десятки человек получили ранения в результате взрыва в Кигали, столице Руанды в Центральной Африке[40].
  - Дези Баутерсе вступил в должность президента Суринама[41].
  - Скончался бывший президент Мальты Гвидо де Марко приложивший большие усилия по интеграции Мальты в состав ЕС[42].
  - Была выпущена в релиз игра World of Tanks.
- 13 августа
  - IPO Сельхозбанка Китая в объёме 22,1 млрд долларов стало крупнейшим в мире[43].
  - Президент Пакистана Асиф Али Зардари официально отменил празднование Дня независимости страны в связи с продолжающимся катастрофическим наводнением[44].
- 14 августа
  - В Сингапуре открылись первые летние юношеские Олимпийские игры[45].
  - Премьер-министром Сан-Томе и Принсипи стал лидер партии «Независимое демократическое действие» Патрис Тровоада[46].
- 15 августа
  - Президент Южной Кореи Ли Мён Бак предложил план объединения с КНДР[47].
- 16 августа
  - Китай в апреле-июне 2010 года стал второй по размерам ВВП экономикой после США, обогнав Японию[48].
  - Уголовный суд Таиланда начал слушанье дела по обвинению в терроризме лидеров и активистов «краснорубашечного» антиправительственного протеста, проходившего весной 2010 года[49].
- 17 августа
  - В Пятигорске взорвалась машина, припаркованная около кафе на проспекте Кирова; жертв нет, около 30 человек получили ранения[50].
- 18 августа
  - В Сочи произошла встреча глав Афганистана, Пакистана, России и Таджикистана. Центральными темами переговоров стали совместная борьба с наркотрафиком и международным терроризмом[51].
  - Граждане Марокко вновь блокировали пограничный пункт между своей страной и испанским городом-анклавом Мелилья, протестуя против предполагаемых расистских действий испанских полицейских в отношении марокканцев[52].
  - Театр американского балета впервые за 50 лет получил разрешение Администрации президента США выступить на сцене кубинского театра, американским туристам по-прежнему запрещено посещать Кубу[53].
  - Госслужащие в ЮАР начали бессрочную всеобщую забастовку, в которой приняли участие больше миллиона человек[54].
  - Самолёт северокорейских ВВС найден после крушения на территории китайской провинции Ляонин, в 150 километрах от границы Китая и КНДР[55].
- 19 августа
  - Объявлены имена лауреатов премии Филдса: это математики из Франции Нго Бао Тяу и Седрик Виллани, из Израиля Элон Линденштраус, и лауреат из России Станислав Смирнов[56]
  - Вооружённые силы США сообщили, что последняя боевая бригада американских войск покинула Ирак[57].
- 20 августа
  - Авария в энергосистеме в Санкт-Петербурге, было остановлено движение на петербургском метрополитене, были обесточены семь районов города, а также Всеволожский район Ленинградской области[58].
- 21 августа
  - В Австралии прошли парламентские выборы, которые не выявили безоговорочного победителя. Впервые с 1940-х годов в стране будет «подвешенный парламент»[59].
- 22 августа
  - Премьер Госсовета КНР Вэнь Цзябао призвал к проведению в стране политических реформ.
  - Из частного музея Каира была украдена картина Ван Гога «Маки»[60].
- 23 августа
  - Жертвами теракта на северо-западе Пакистана стали 28 человек[61].
  - В Маниле бывший полицейский захватил автобус с заложниками. В ходе штурма он убит, погибли также 7 заложников[62].
- 24 августа
  - На конкурсе красоты Мисс Вселенная в Лас-Вегасе победила мексиканка Химена Наваррете[63].
  - На северо-востоке Китая разбился пассажирский самолёт. Погибли 42 человека[64].
  - Открыта самая насыщенная планетарная система возле звезды HD 10180, 5 экзопланет подтверждены, но есть вероятность что их окажется больше, массы планет лежат в диапазоне от 13 до 25 земных масс[65].
  - При нападении группы вооружённых людей на отель в столице Сомали Могадишо погибли более 30 человек[66].
  - Катастрофа Dornier 228 под Катманду.
  - Вышла компьютерная игра Mafia II от разработчиков 2K Games и 2K Czech (ранее Illusion Softworks).
- 25 августа
  - В результате взрыва у полицейского участка в Багдаде погиб 41 и ранены более 200 человек[67].
  - Премьер-министром Соломоновых Островов избран Дэнни Филип[68].
  - На западе Демократической Республики Конго разбился пассажирский самолёт. Погибли 19 человек[69].
- 26 августа
  - Бывший президент США Джимми Картер добился освобождения американца, осуждённого в Северной Корее[70].
  - После отставки Таксина Чинавата с поста советника премьер-министра Камбоджи, Таиланд и Камбоджа вновь обменялись послами[71].
- 27 августа
  - Найденные в пещере Сибуду (ЮАР) каменные наконечники стрел, стали свидетельством, что люди стали применять лук и стрелы ещё 64.000 лет назад[72].
  - Комитет ООН по ликвидации расовой дискриминации осудил французские власти за проведение коллективной депортации цыган в Румынию[73].
  - Сильные наводнения нанесли серьёзный ущерб северокорейскому городу Синий-чжу, с предложением помощи выступили Китай и, опосредовано, Южная Корея[74].
  - Ушли в отставку 15 членов военной хунты Мьянмы[75].
  - Один из основателей корпорации Microsoft Пол Аллен подал судебные иски против 11 американских интернет-гигантов (Google, Apple Computer, AOL, eBay, Facebook, Netflix, Office Depot, OfficeMax, Staples Inc., Yahoo и YouTube), обвинив компании в нарушении его патентных прав[76].
  - Учёными Ливерпульского университета расшифрован геном пшеницы[77].
- 28 августа
  - Бывший президент Мадагаскара Марк Равалуманана приговорён заочно к пожизненным каторжным работам за организацию расстрела мирной демонстрации в марте 2009 года[78].
- 29 августа
  - На 62-й церемонии вручении наград «Эмми», получили приз сериалы «Безумцы» и «Американская семейка»[79].
  - В Индонезии началось извержение вулкана Синабун, спящего свыше 400 лет; более 40.000 местных жителей были вынуждены покинуть свои дома[80].
  - Кениец Давид Лекута Рудиша поставил новый мировой рекорд 1:41.01 в беге на 800 метров[81].
  - Вступил в должность второй президент Чувашской Республики Михаил Игнатьев[82].
- 30 августа
  - Количество жертв в Могадишо в результате продолжающихся тяжёлых боёв между боевиками исламистского движения «Харакат аш-Шабаб» и правительственными войсками достигло 100 человек[83].
  - В пригороде Братиславы неизвестный открыл беспорядочную стрельбу по прохожим и окнам домов, погибло 9 человек, произошедшее стало крупнейшей трагедией подобного рода в Словакии[84].
  - Китай официально подтвердил визит в страну главы КНДР Ким Чен Ира[85].
  - Группа инспекторов Международного академического комитета провела проверку межправительственной группы экспертов по изменению климата (IPCC), по результатам были порекомендованы дополнительные проверки руководства IPCC на предмет наличия у них возможного конфликта интересов[86].
- 31 августа
  - Палеонтологи из университета Бухареста описали неизвестный ранее вид динозавров, получивший название Balaur bondoc[87].
  - Официально завершилась военная миссия США в Ираке[88].
- Без точных дат
  - Цена на серебро начала резко расти — с $17 (август 2010) почти до $50 (апрель 2011) вследствие закрытия коротких позиций крупными коммерческими шортами, включая JPMorgan[89].